# Víctor Moya
Víctor Rafael Moya (Santiago de Cuba, 24 oktober 1982) is een Cubaanse hoogspringer. Hij vertegenwoordigde zijn vaderland bij de Olympische Spelen van 2012 (Londen).
Op relatief jonge leeftijd deed hij al mee aan het WK 2005 in Helsinki en sprong hierbij een persoonlijk record van 2,29 meter. Hij won hiermee onverwachts een zilveren medaille samen met Jaroslav Rybakov achter de Oekraïner Joeri Krymarenko (goud) en voor de Canadees Mark Boswell. Twee weken later verbeterde hij in Brussel zijn persoonlijk record naar 2,31 m. Op de wereldatletiekfinale 2005 verbeterde hij zijn persoonlijk record opnieuw naar 2,35 m.

## Titels
- Cubaans kampioen hoogspringen - 2006

## Persoonlijke records
| Onderdeel              | Prestatie | Datum             | Plaats   |
| ---------------------- | --------- | ----------------- | -------- |
| hoogspringen (indoor)  | 2,31 m    | 3 februari 2007   | Arnstadt |
| hoogspringen (outdoor) | 2,35 m    | 10 september 2005 | Monaco   |

## Palmares

### Hoogspringen
Kampioenschappen
- 2005:  WK - 2,29 m
- 2005:  Wereldatletiekfinale - 2,35 m
- 2005:  Centraal-Amerikaanse en Caribische kampioenschappen - 2,26 m
- 2006: 4e WK indoor - 2,30 m
- 2007:  Pan-Amerikaanse Spelen - 2,32 m
- 2007: 5e WK - 2,30 m
- 2008: 5e WK indoor - 2,27 m
- 2011: 15e in kwal. WK - 2,21 m
- 2012: 10e in kwal. OS - 2,21 m

Golden League-podiumplaatsen
- 2005:  Weltklasse Zürich - 2,28 m
- 2005:  Memorial Van Damme - 2,31 m
- 2005:  ISTAF - 2,30 m